# Indian Head (Maryland)
Pour les articles homonymes, voir Indian Head.
Indian Head est une ville du comté de Charles, sur le Potomac, dans l’État du Maryland, aux États-Unis. Elle est peuplée de 3 844 habitants (recensement de 2010).

## Géographie
La ville est au sud-ouest du Maryland, sur la rive gauche du Potomac, face à Woodbridge. Elle est à 48 km au sud de Washington.

## Économie
Un site du Naval Surface Warfare Center (en) est établi à Indian Head.